# هرتمه
هرتمه (به هلندی: Hertme) یک منطقهٔ مسکونی در هلند است که در بورنه، افریسل واقع شده‌است. هرتمه ۴۶۶ نفر جمعیت دارد.